# Lena Gercke
Lena Johanna Gercke, née le 29 février 1988 à Marbourg, est un mannequin et une animatrice de télévision allemande.

## Biographie
En 2006, elle remporte la 1re saison de l'émission Germany's Next Topmodel, un concours de mannequin diffusé à la télévision allemande. En 2009, elle devient juré dans la version autrichienne de l'émission, Austria's Next Topmodel.
Aujourd'hui encore, elle est aussi juré de l'émission allemande "Das Supertalent".
Entre-temps, elle signe avec les agences Elite et IMG Models.

### Vie privée
En 2011, Lena Gercke se met en couple avec le footballeur Sami Khedira. Ils se sont séparés quelques mois après la victoire de l'Allemagne à la Coupe du monde de football de 2014. Auparavant, elle vivait entre Berlin et New York, mais désormais elle passe plus de temps à Turin où elle accompagne Sami. Ils se séparent quelques mois après la Coupe du monde. 
Elle est en couple avec le réalisateur Dustin Schöne avec lequel elle a une fille, Zoe, née en 2020. Le 12 mai 2024 elle annonce sa deuxième grossesse sur Instagram.

## Animation
- 2009-2012 : Austria's Next Topmodel (en), sur Puls 4 : Juge
- 2013-2014 : Das Supertalent, sur RTL : Juge
- 2013-2014 :  red! Stars, Lifestyle & More (de), sur Prosieben : Animatrice
- Depuis 2015 : The Voice of Germany, sur ProSieben : Animatrice
- Depuis 2017 : Abou You Awards (de), sur ProSieben : Animatrice
- Depuis 2018 : Das Ding des Jahres (de), sur ProSieben : Juge
- Depuis 2018 : The Voice Senior (de), sur  ProSieben  : Animatrice